# Молекуларна медицина
Молекуларна медицина је широко поље, где се физичке, хемијске, биолошке, биоинформатичке и медицинске технике користе за описивање молекулских структура и механизама, идентификацију фундаменталних молекуларних и генетских грешка које су узрочници болести, и за развој молекуларних интервенција како би се болести кориговале. Молекуларно медицинска перспектива наглашава ћелијске и молекуларне феномене и интервенције, пре него концепте и опсервације са фокусом на пацијентима и њиховим органима.